# Running Time (1997.)
Running Time je nezavisni američki film iz 1997. godine. Producent, scenarist i redatelj je Josh Becker, a glavne uloge tumače Bruce Campbell, Jeremy Roberts i Anita Barone. Film je sniman u realnom vremenu poput noir filma o boksu The Set-Up (1949.) redatelja Roberta Wisea. Zatim, prikazan je kao jedan kontinuirani snimak, tj. bez rezova, poput Hitchcockova filma Rope (Uže) iz 1948. godine. Becker je film snimio u crno-bijeloj tehnici, dajući mu neo-noir štih, a ujedno je smanjio problem tranzicije između scena. Time se doista postiže dojam da gledatelj prati jedan događaj kontinuirano, bez prekida, tijekom čitavih 70 minuta trajanja filma.

## Radnja
Carl Metushka, kriminalac, biva prijevremeno pušten iz zatvora zbog dobrog vladanja, u kojemu je proveo 5 godina. No, odmah po izlasku pridružuje se svojim starim prijateljima, također kriminalcima koji planiraju novu pljačku. U međuvremenu, zbliži se s prostitutkom Janie, svojom bivšom srednjoškolskom ljubavi. Ekipa je okupljena i sve je spremno za savršenu pljačku koju je Carl planirao godinama. Imaju 20 minuta da je uspješno izvedu, no uskoro će sve poći po zlu.

## Zanimljivosti
Iako se čini da film čini samo jedna kontinuirana scena, bez rezova, to zapravo nije točno. Redatelj Josh Becker koristio je optičke trikove pri prijelazu iz jednoga u drugi kadar, te time uspješno "sakrio" rezove.
Cijeli film snimljen je u samo 10 dana.

## Uloge
- Bruce Campbell - Carl Metushka
- Jeremy Roberts - Patrick
- Anita Barone - Janie
- William Stanford Davis - Buzz
- Gordon Jennison Noice - Donny
- Art LaFleur - Čuvar Emmett E. Walton
- Dana Craig - Gospodin Mueller
- Curtis Taylor - Zatvorski stražar
- Bridget Hoffman - Recepcionarka

## Vanjske poveznice
- Running Time u internetskoj bazi filmova IMDb-a
- Kako se snimao Running Time (web stranica redatelja Josha Beckera)  Arhivirana inačica izvorne stranice od 18. veljače 1999. (Wayback Machine)